# Pacific Life Open 2003
Die Pacific Life Open 2003 waren ein Tennisturnier der WTA Tour 2003 für Damen und ein Tennisturnier der ATP Tour 2003 für Herren in Indian Wells, welche zeitgleich vom 3. bis zum 17. März 2003 stattfanden.